# 박생광
박생광(朴生光, 1904년 8월 4일 ~ 1985년 7월 18일)은 일제강점기, 대한민국의 동양화가이다. 호는 내고(乃故)이다.

## 생애
경상남도 진주 출신이다. 일본 교토시립회화전문학교에서 수학하였다. 일본에 있으면서 일본미술원(日本美術院) 메이로 미술가연맹(明郞美術家聯盟)에 가입, 활약하였고 일본미술원의 회우(會友)이기도 하다. 귀국 후 홍익대학교에서 강사로 후진양성에 힘을 기울였다.

## 작품 및 경향
그의 작품은 한국의 전통적인 동양화의 입장에서 보면 몹시 이단시되는 독특한 표현양식을 구사하고 있어 주목되는데 동양화의 재료로서 일본이나 서구(西歐)의 현대적인 조형방식을 채택하여 폭넓은 전위적인 실험을 시도하고 있다. 작품으로 〈조양(朝陽)〉 등이 있다.
오랜 후원자였던 김이환이 건립한 이영미술관에서 박생광의 작품 다수를 살펴볼 수 있다.